# Parkersburg (Iowa)
Parkersburg – miasto w Stanach Zjednoczonych, w stanie Iowa, w hrabstwie Butler. W 2000 roku liczyło 1889 mieszkańców.